# 林尾 (宜蘭縣)
林尾，是台灣宜蘭縣礁溪鄉的一個傳統地域名稱。位於該鄉中部。相較於今日行政區，其範圍大致為林美村東大半部。

## 歷史
台灣清治末期，林尾地區為一街庄，稱為「林尾庄」，隸屬於四圍堡。該庄昔日北隔得子口溪與礁溪庄為界，東與十六結庄為鄰，南邊為柴圍庄、大陂庄，西邊為蕃地。
1901年（日治明治三十四年）11月，廢縣廳改設二十廳，該庄隸屬於宜蘭廳，編入第三區。1905年（明治三十八年）7月，該區改名「礁溪區」。1909年（明治四十二年）10月，合併二十廳為十二廳，該庄仍隸屬於宜蘭廳。1920年（大正九年），廢十二廳改設五州二廳，該庄改制為「林尾」大字，隸屬於臺北州宜蘭郡礁溪庄。
戰後礁溪庄改制為礁溪鄉，隸屬於臺北縣，大字亦改制為村。1950年10月，北、基、宜分治，礁溪鄉改隸屬於宜蘭縣。

## 聚落
本地區發展較早的聚落有林尾、新興、草湳等，在日治期初期的官方地圖上已有記載。此外，本地區尚有虎頭坡、乾埤等聚落。

## 交通
鄉道宜5線是湯圍至結頭份的道路，大致先以東向西轉東北—西南走向再轉北向南再轉西北—東南走向蜿蜒經過本地區東部山腳地帶。由該道路向東轉東北可前往得子口、湯圍並止於中山路二段（省道台9線舊線）路口，由東南轉南可前往柴圍、四結、大陂龍潭、二結、枕頭山、結頭分西北部、內員山並止於省道台7丁線路口。
鄉道宜6線（林尾路）是林美至車路頭的道路，其西側端點位於林尾地區佛光大學叉路路口。由此向東南至邊界轉東北再轉東南出境後，可前往十六結、七結、三十九結、茅埔南部、車路頭並止於縣道192號路口。

## 學校
- 佛光大學
- 淡江大學蘭陽分校